# 津山スポーツセンター
津山スポーツセンター（つやまスポーツセンター）とは、岡山県津山市勝部にある運動公園である。

## 施設
- 岡山県津山陸上競技場
- 津山スポーツセンター野球場
- 土俵
- テニスコート（8面）
- アイスランド津山（屋外型アイススケート場）
- サッカー・ラグビー場（2015年3月20日より命名権で「カンダグループ サッカー・ラグビー場」と呼称）

他

## 競技会
毎年、高校の全国高等学校総合体育大会の美作地区予選会が行われる。